# هورست بلانکنبرگ
هورست بلانکنبرگ (انگلیسی: Horst Blankenburg؛ زادهٔ ۱۰ ژوئیهٔ ۱۹۴۷) بازیکن فوتبال اهل آلمان است.
از باشگاه‌هایی که در آن بازی کرده‌است می‌توان به باشگاه فوتبال نورنبرگ، باشگاه فوتبال هامبورگ، باشگاه فوتبال مونیخ ۱۸۶۰، و باشگاه فوتبال آژاکس آمستردام اشاره کرد.